# Бахчисарай (станція)
Бахчисара́й — проміжна залізнична станція Кримської дирекції Придніпровської залізниці на електрифікованій лінії Джанкой — Севастополь між станціями Сімферополь (33 км) та Севастополь (45 км). Розташована у місті Бахчисарай Бахчисарайського району Автономної Республіки Крим.
На вокзалі станції працює зал чекання, буфет, залізничні каси (2 каси приміського та 2 — далекого сполучення), камери схову (в окремій будівлі).

## Історія

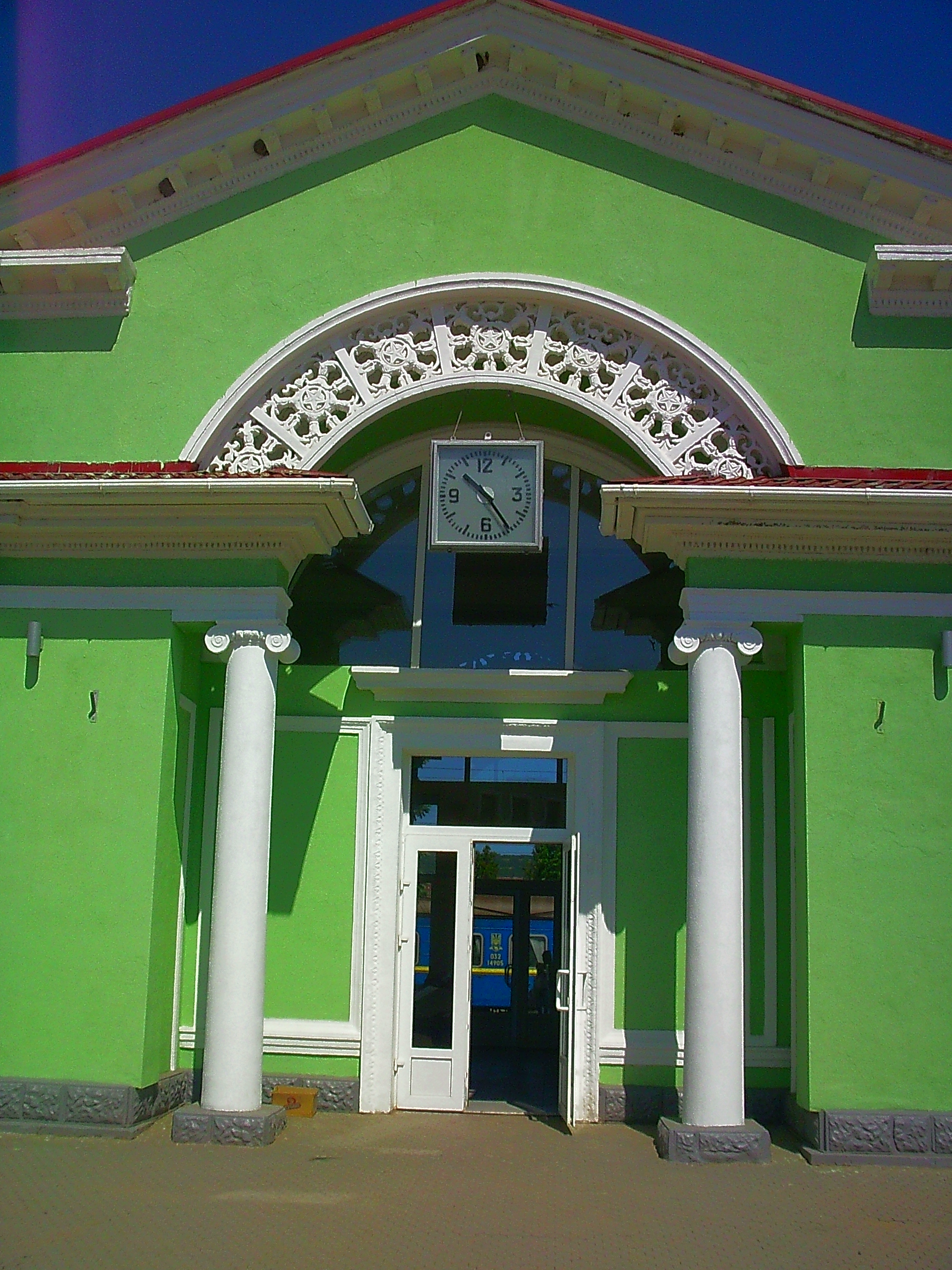
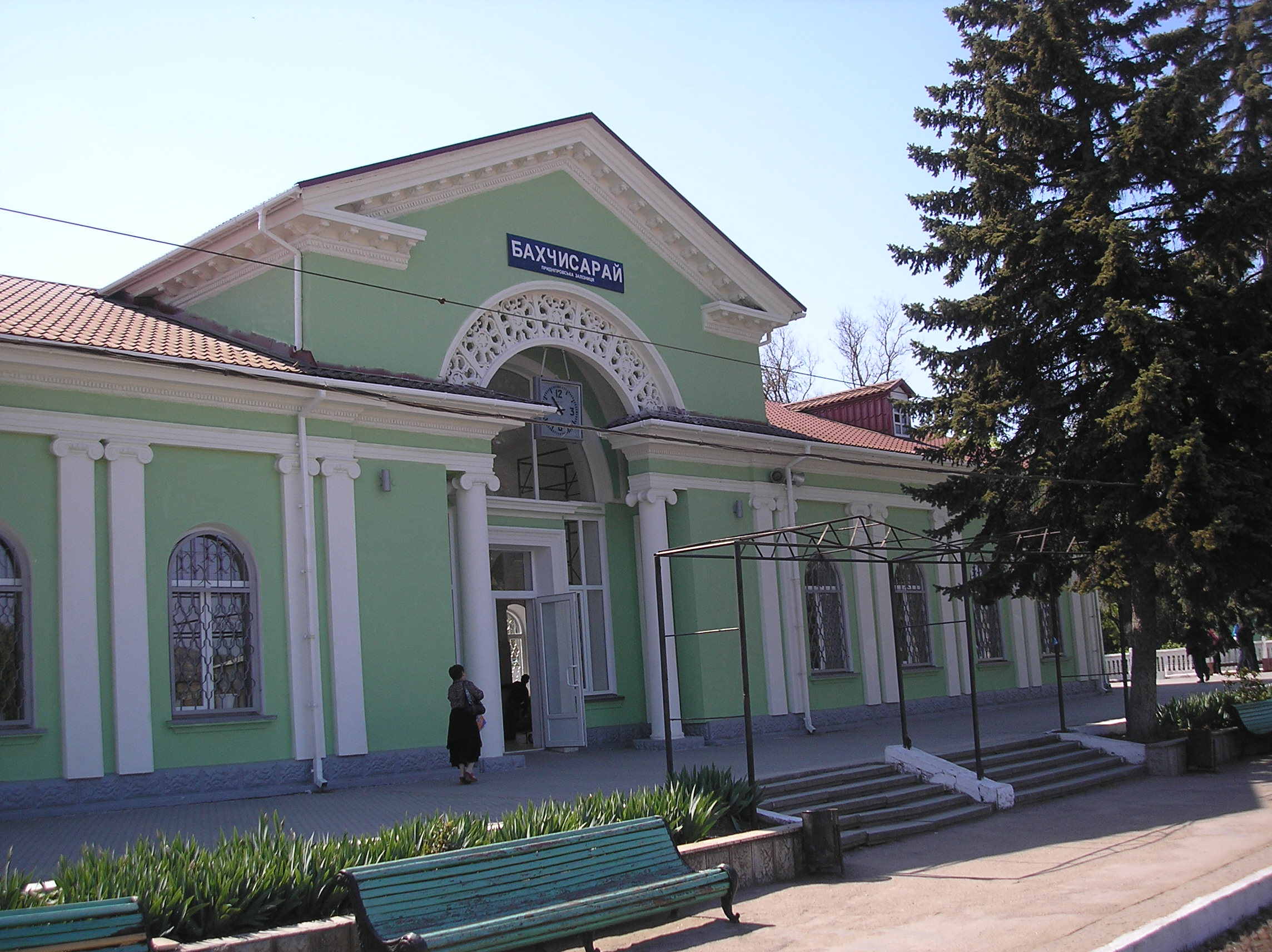
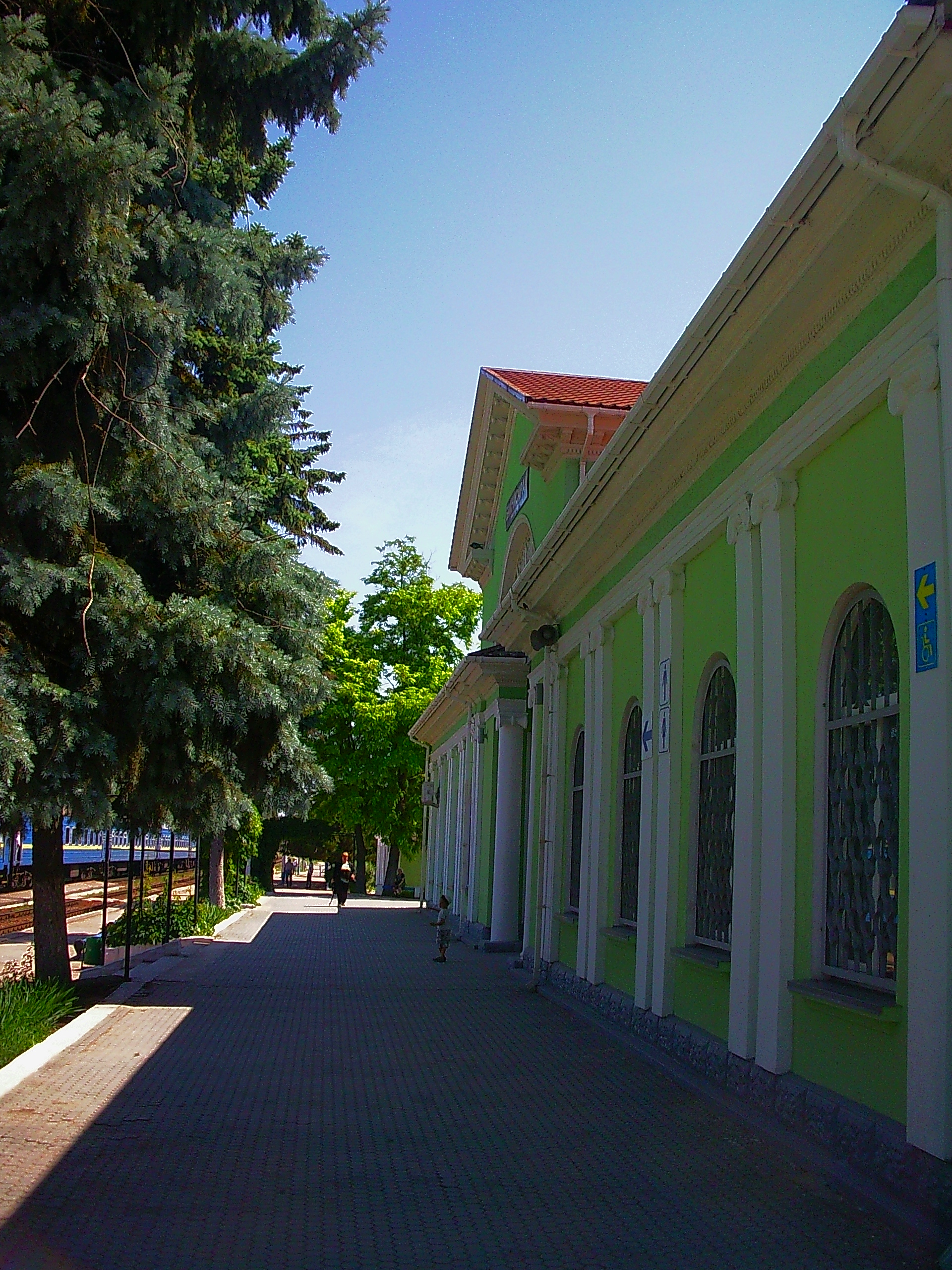
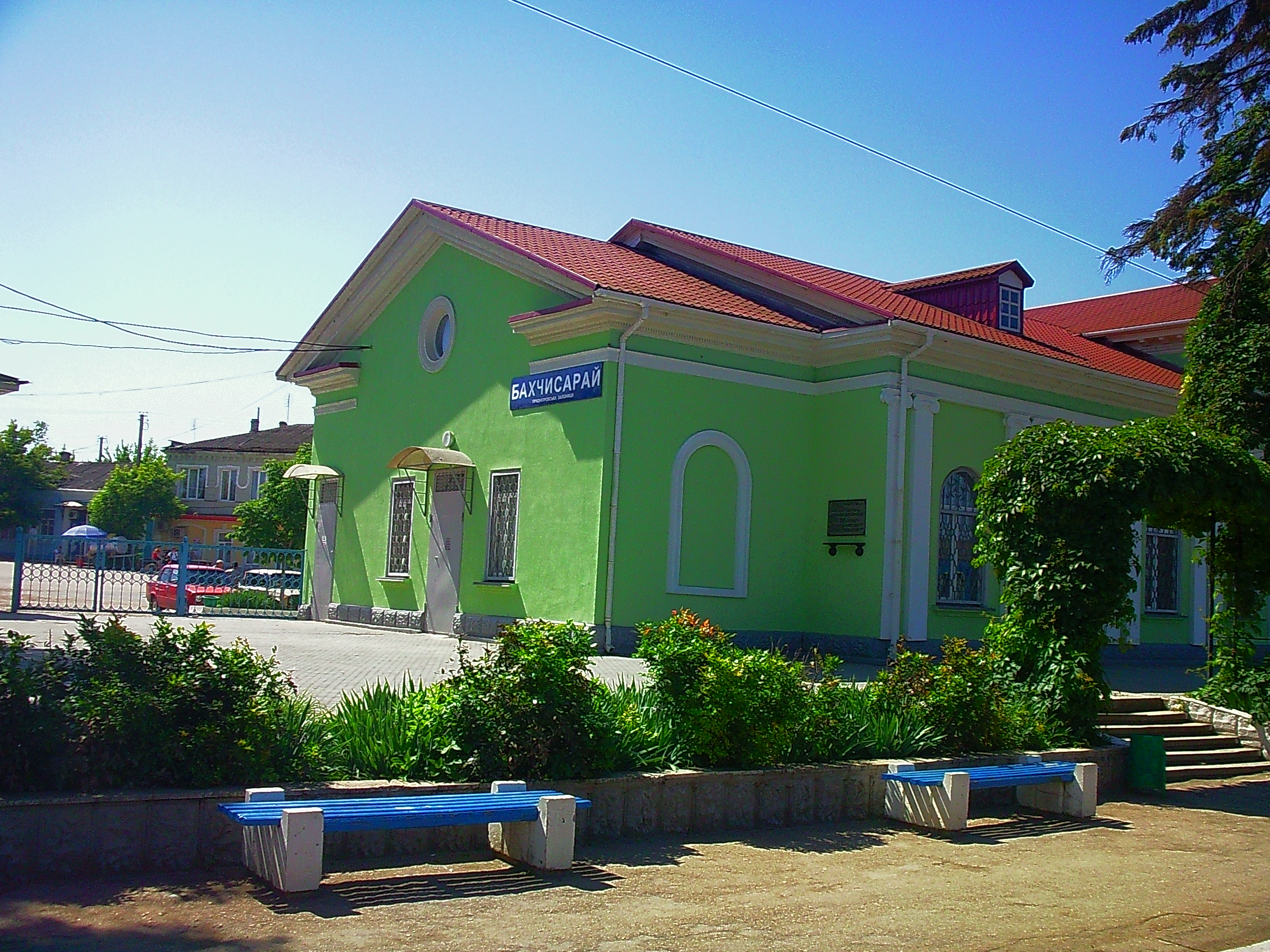
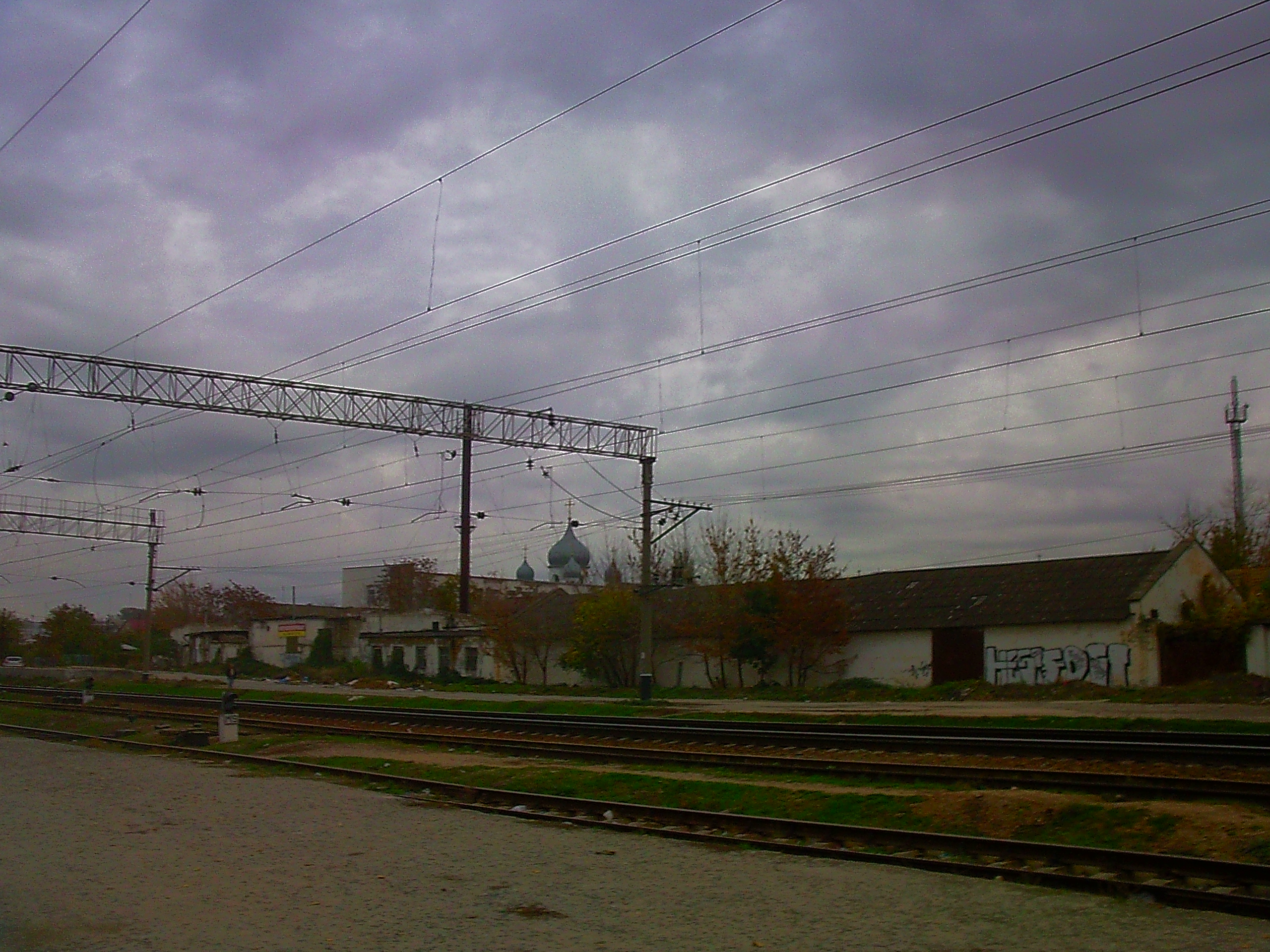

Станція відкрита у 1875 році під час будівництва Лозово-Севастопольської залізниці.
У 1972 році електрифікована постійним струмом (= 3 кВ) в складі дільниці Сімферополь — Севастополь.

## Пасажирське сполучення
На станції Бахчисарай зупиняються приміські електропоїзди сполученням Євпаторія /  Сімферополь — Севастополь.

## Галерея

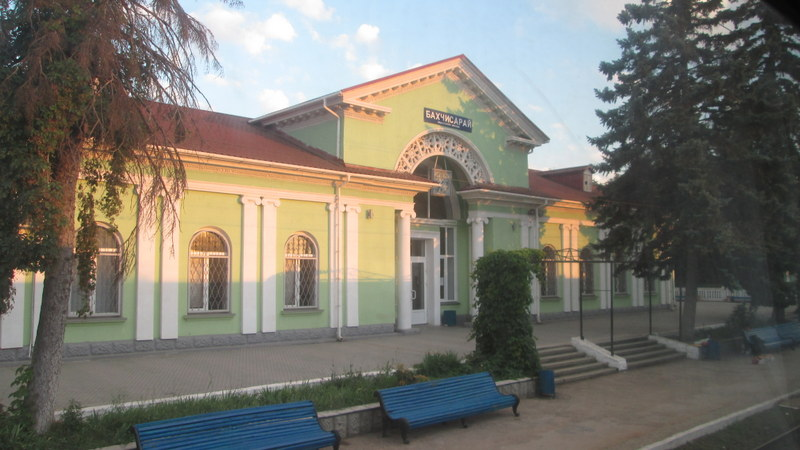
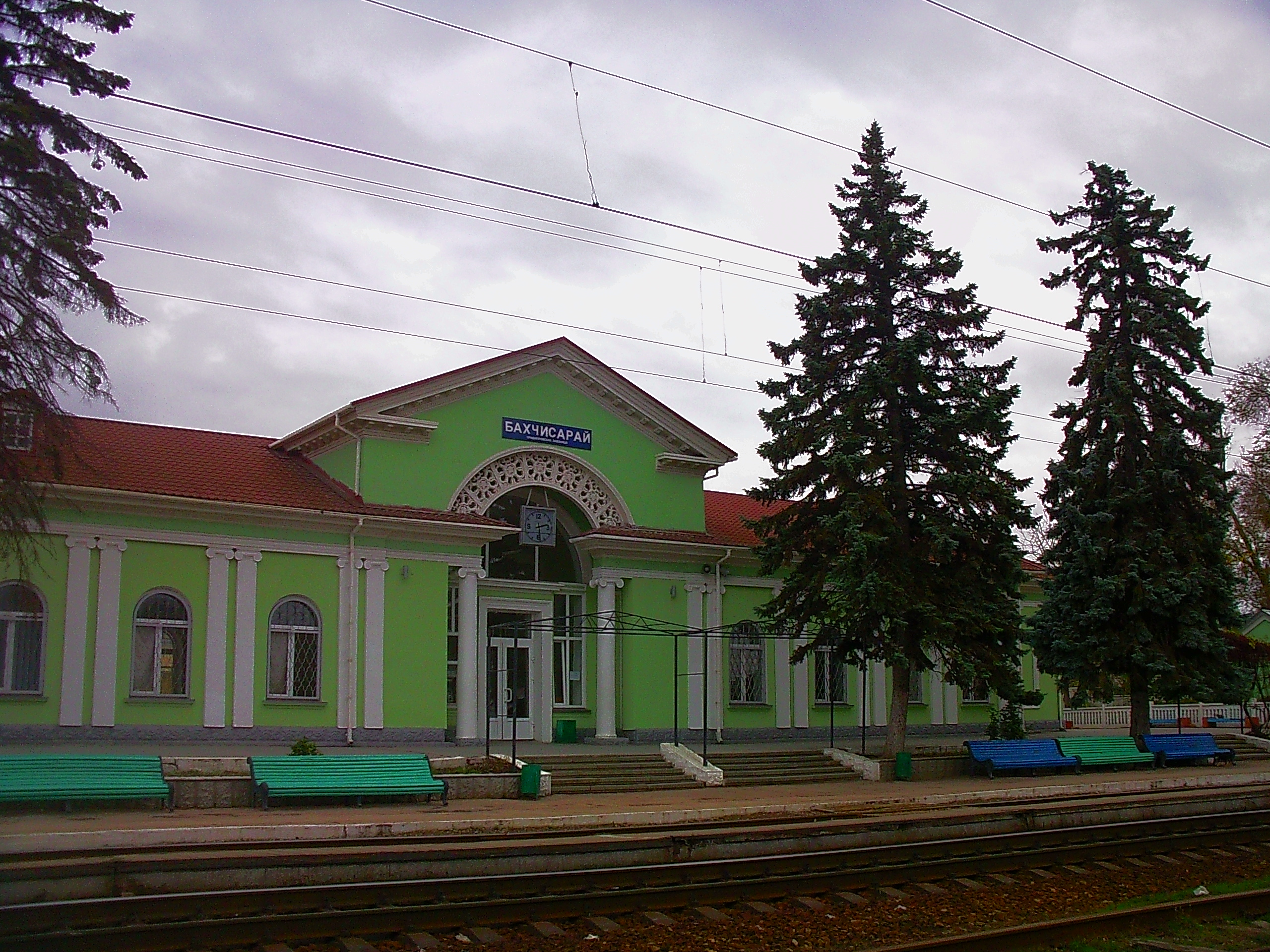
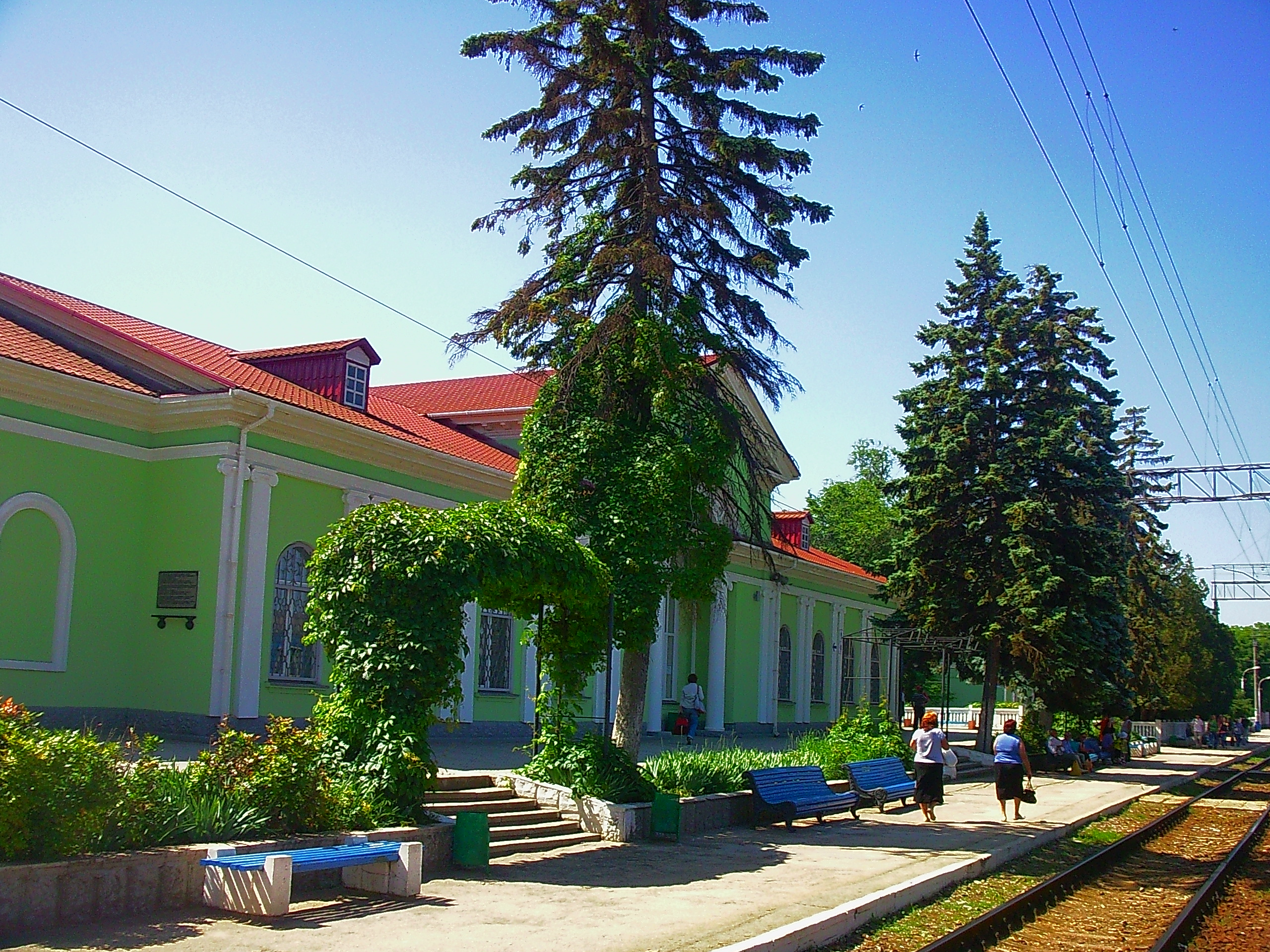
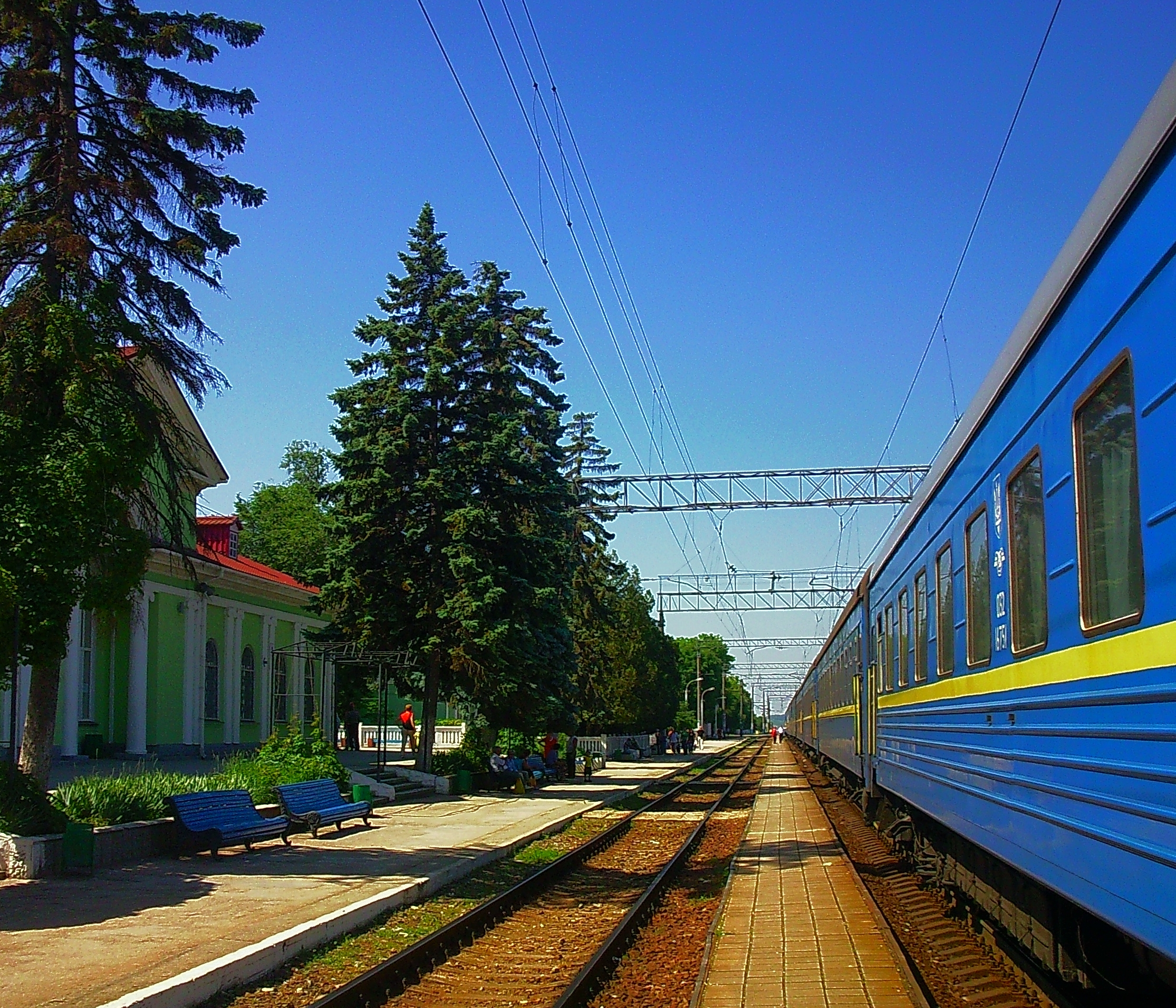